# Chloe Hawthorn
Chloe Hawthorn (Havering, 17 augustus 2002) is een Brits actrice. Ze verwierf bekendheid door haar rol als Matilda Wormblood in de West productie van Matilda the Musical. Deze rol deelde ze met Lucy-Mae Beacock, Hayley Canham, Elise Blake, Cristina Fray en Lara Wollington.

## Biografie
Hawthorn werd geboren in de Londense wijk Havering. Ze volgde danstraining aan de Beverly Maks Stage School. Ook maakte Hawthorn onderdeel uit van de Spirit Young Performance Company waarmee ze trainde in het musicaltheater. Daarnaast studeerde ze acteren.
Hawthorn werd opgenomen in de originele cast van de West End productie van The Wizard of Oz in 2011. In augustus 2012 werd ze gecast in de titelrol van Matilda Wormblood in Matilda the Musical, waarmee ze de rol overnam van Cleo Demetriou, Jade Marner, Isobelle Molloy en Eleanor Worthington Cox. Met de overige speelsters van Matilda vormde ze juryleden in het CBBC en BBC programma  Junior Masterchef. Ook speelden ze tijdens het 100ste Royal Variety Performance waar ze een gedeelte van het lied "Naughty" zong en Koningin Elizabeth en Prins Philip ontmoette. Voor haar rol als Matilda won Hawthorn een Mousetrap Award voor 'beste vrouwelijke actrice', waarmee ze een van de jongste actrices die de prijs was die de prijs won. Ze werd ook genomineerd voor een Olivier Award, naast de overige Matilda actrices Lara Wollington, Elise Blake en Cristina Fray. Op 1 september 2013 speelde Hawthorn voor het laatst Matilda.
Hawthorn voegde zich bij de cast van de musical over De GVR waarin ze de hoofdrol van Sophie speelde in het Birmingham Repertory Theatre in 2014 naast Madeleine Haynes and Lara Wollington. In begin 2015 rondde Hawthorn haar periode in de musical af. In april 2015 maakte Hawthorn bekend dat ze zich bij Spirit Young Performers Company, na meerdere workshops te hebven gevolgd en miljoenen views en op YouTube te hebben gekregen. Ze maakte haar seriedebuut in de Campfire Creepers tijdens het Filmfestival van Sitges geregisseerd door Alexandre Aja en met Robert Englund ala tegenspeler. Het was een van de eerste virtual reality horrorseries ooit gemaakt en werd uitgebracht in oktober 2017 in de Oculus VR winkel.
In 2019 was Hawthorn te zien in een Sainsbury's Valentijnsdag special naast Sonnyboy Skelton. Ook maaktd ze haar opwachting als Jenna in de docudrama Impact of Murder die ik première ging in juli 2019.

## Filmografie

### Televisie
| Jaar | Titel                     | Rol      | Opmerkingen                                           |
| ---- | ------------------------- | -------- | ----------------------------------------------------- |
| 2011 | Children In Need          | Munchkin | Gezamenlijk optreden met de cast van The Wizard Of Oz |
| 2012 | Junior Masterchef         | Zichzelf | Gastjurylid                                           |
| 2012 | Royal Variety Performance | Matilda  | 100ste optreden                                       |
| 2017 | Campfire Creepers         | Trina    | Hoofdrol                                              |
| 2019 | Impact Of Murder          | Jenna    | 1 afl.                                                |

### Theater
| Jaar    | Productie                | Rol              | Notitie                      | Extra        |
| ------- | ------------------------ | ---------------- | ---------------------------- | ------------ |
| 2011    | The Wizard Of Oz         | Munchkin         | London Palladium             |              |
| 2012–13 | Matilda the Musical      | Matilda Wormwood | Cambridge Theatre            |              |
| 2014-15 | The GVR                  | Sophie           | Birmingham Repertory Theatre |              |
| 2016    | Bring It On: The Musical | Ensemble         | West End Live                | Oktober 2016 |